# Doliosauriscus
Doliosauriscus ist eine ausgestorbene Gattung von fleischfressenden Synapsiden („säugetierähnlichen Reptilien“) aus dem späten Mittelperm (Capitanium) von Russland. Die Gattung wurde erstmals 1958 von dem russischen Paläontologen Juri Alexandrowitsch Orlow als Doliosaurus beschrieben, die Gattungsbezeichnung wurde jedoch von Kuhn aufgrund einer Homonymie in die heute gültige Form geändert. Die Typusart ist D. yanshinovi.
Fossilien der Typusart D. yanshinovi stammen aus der russischen Region Perm, Überreste einer zweiten ehemals zu Doliosauriscus gestellten Art D. adamanteus aus der Orenburger Oblast  (Kleiner Uran), welche während des Perm am Äquator lag. Doliosauriscus ähnelt stark der südafrikanischen Gattung Anteosaurus sowie dem ebenfalls in Russland gefundenen Titanophoneus.

## Körperbau

### Doliosauriscus yanshinovi
Mit einer Länge von drei bis vier Metern war Doliosauriscus zusammen mit Titanophoneus der Spitzenprädator in seinem Ökosystem. D. yanshinovi ist mit einem sehr gut erhaltenen Schädel und Skelett überliefert. Der 53 Zentimeter lange Schädel war hoch und gerade, die Augenhöhlen und die Öffnung für das Parietalauge waren nicht sehr groß. Die dorsalen Schädelknochen waren durch raue Auswüchse verdickt, insbesondere der Scheitelbereich.

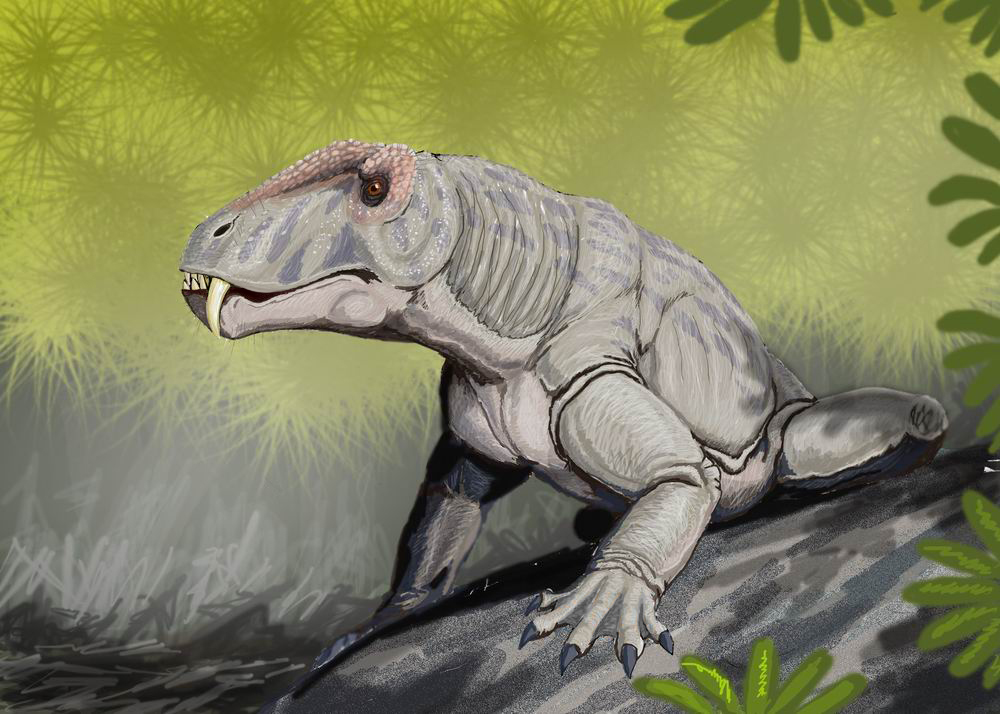
Doliosauriscus

Die Grundstruktur des Schädels ähnelte stark der von Titanophoneus und Syodon, der Schädel war jedoch wohl etwas niedriger und breiter als der von Titanophoneus. Das Postorbital war sehr groß und formte eine robuste Schiene zwischen Augenhöhlen und Schädelfenstern für die Anheftung der Kiefermuskulatur. Die relativ große Schnauze beherbergte ein Gebiss, das bereits geringfügig an das der Säugetiere erinnerte, jedoch noch viele reptilienartige Merkmale aufwies. So besaß Doliosauriscus bereits drei Arten von Zähnen, wobei besonders die säbelzahnartigen Fangzähne auffielen. Die spitzen vorderen Zahnreihen und die hinteren ebenfalls spitzen Zahnreihen unterscheiden sich zwar in ihrer Länge voneinander, sind aber noch nicht spezialisiert.

### Doliosauriscus adamanteus
Diese Art ist mit einem Schädel und einem Unterkiefer erhalten. Es besteht jedoch keine Gewissheit, dass die beiden Teile zueinander gehören. Beide Teile stammen aus dem Gebiet des Kleinen Uran. Der Schädel erreichte eine Länge von 55 Zentimetern. Olson schlug 1962 vor, dass das Typusexemplar von D. adamanteus sich ausreichend von D. yanshinovi unterscheidet, um es in eine eigene Gattung zu stellen, die wiederum näher bei Titanophoneus steht. Dementsprechend wird diese Art seit 1997 auch der Gattung Titanophoneus zugerechnet.